# Synanthedon martenii
Synanthedon martenii is een vlinder uit de familie wespvlinders (Sesiidae), onderfamilie Sesiinae.
Synanthedon martenii is voor het eerst wetenschappelijk beschreven door Zukowsky in 1936. De soort komt voor in het Neotropisch gebied.